# Coupe Davis 1929
La Coupe Davis 1929 est remportée par la France qui, grâce à sa victoire finale face aux États-Unis, parvient à remporter son troisième Saladier d'argent consécutif.

## Finale
Équipe France : Jean Borotra, Christian Boussus, Jacques Brugnon, Henri Cochet, Capitaine : Pierre Gillou
Équipe États-Unis : Wilmer Allison, George Lott, John Van Ryn, William T. Tilden
| | France | 3                             | - | 2 | États-Unis |   |  |
| --- | ------ | ----------------------------- | - | - | ---------- | - |  |
| Stade Roland-Garros, Paris |        |                               |   |   |            |   |  |
| du 26 juillet au 28 juillet 1929 |        |                               |   |   |            |   |  |
| \| 1 \| \| Jean Borotra \| 6 \| 3 \| 6 \| 7 \| \| \| 1 \| \| George Lott \| 1 \| 6 \| 4 \| 5 \| \| \| 2 \| \| Henri Cochet \| 6 \| 6 \| 6 \| \| \| \| 2 \| \| William T. Tilden \| 3 \| 1 \| 2 \| \| \| \| 3 \| \| Jean Borotra - Henri Cochet \| 1 \| 6 \| 4 \| \| \| \| 3 \| \| Wilmer Allison - John Van Ryn \| 6 \| 8 \| 6 \| \| \| \| \| \| \| \| \| \| \| \| \| 4 \| \| Jean Borotra \| 6 \| 1 \| 4 \| 5 \| \| \| 4 \| \| William T. Tilden \| 4 \| 6 \| 6 \| 7 \| \| \| \| \| \| \| \| \| \| \| \| 5 \| \| Henri Cochet \| 6 \| 3 \| 6 \| 6 \| \| \| 5 \| \| George Lott \| 1 \| 6 \| 0 \| 3 \| \| \| \| \| \| \| \| \| \| \| |        |                               |   |   |            |   |  |
| 1 |        | Jean Borotra                  | 6 | 3 | 6          | 7 |  |
| 1 |        | George Lott                   | 1 | 6 | 4          | 5 |  |
| 2 |        | Henri Cochet                  | 6 | 6 | 6          |   |  |
| 2 |        | William T. Tilden             | 3 | 1 | 2          |   |  |
| 3 |        | Jean Borotra - Henri Cochet   | 1 | 6 | 4          |   |  |
| 3 |        | Wilmer Allison - John Van Ryn | 6 | 8 | 6          |   |  |
| |        |                               |   |   |            |   |  |
| 4 |        | Jean Borotra                  | 6 | 1 | 4          | 5 |  |
| 4 |        | William T. Tilden             | 4 | 6 | 6          | 7 |  |
| |        |                               |   |   |            |   |  |
| 5 |        | Henri Cochet                  | 6 | 3 | 6          | 6 |  |
| 5 |        | George Lott                   | 1 | 6 | 0          | 3 |  |
| |        |                               |   |   |            |   |  |

## Match interrompu
Le navigateur et joueur de tennis Alain Gerbault vient encourager l'équipe de France opposée aux États-Unis, après son tour du monde durant plusieurs années, ce qui provoque l'interruption temporaire du match : en plein double, les joueurs français Henri Cochet et Jean Borotra, ses amis, lâchent leurs raquette et se précipitent sur lui dans les gradins.